# هيو بوين
هيو بوين (بالإنجليزية: Vaughan Bowen)‏ هو مسير أعمال أسترالي، ولد في 14 ديسمبر 1972 في أستراليا.